# Loleatta Holloway
Loleatta Holloway (Chicago, 5 de noviembre de 1946 - 21 de marzo de 2011) fue una cantante estadounidense de R&B, Soul y Disco. Principalmente conocida por canciones como "Cry to Me", "Hit and Run", "Run Away" y "Love Sensation".

## Biografía
Empezó cantando góspel, en Holloway Community Singers junto a su madre, y grabó con Albertina Walker en la banda de góspel The Caravans. También fue miembro del elenco de la obra teatral Don't Bother Me, I Can't Cope. En este tiempo, conoce a su futuro productor, mánager y esposo Floyd Smith, con quién grabó "Rainbow '71" en 1971, una canción de Curtis Mayfield, registrada en 1963 por Gene Chandler.
En la década de 1970, firmó un contrato discográfico con el sello de música soul con sede en Atlanta, Aware. Holloway grabó sus dos primeros álbumes para este sello, ambos producidos por Floyd Smith, "Loleatta" (1973) y "Cry to Me" (1975). Tiempo después se casó con Smith. Su primer sencillo de su segundo álbum, la balada "Cry to Me" alcanzó el #10 de  Billboard R&B y #68 en el Hot 100.
El arreglista y productor Norman Harris contrató a Holloway en 1976 para su nuevo sello, Gold Mind, una subsidiaria de Salsoul Records de Nueva York. El primer lanzamiento del álbum "Loleatta" era otra balada, "Worn-Out Broken Heart", original de Sam Dees, que alcanzó el puesto #25 en el Billboard R&B, pero curiosamente, el lado B, "Dreaming", alcanzó el #72 en las listas de pop y convirtiéndose en una de las primeras canciones de dance de Holloway.
"Run Away", fue coescrito por Vincent Montana Jr. y lanzado bajo el nombre Salsoul Orchestra con Loleatta Holloway, alcanzó el #89 de las listas de R&B a fines del 1977. Su primer LP para el sello Salsoul, "Queen of the Night" lanzado en septiembre de 1978, contenía los éxitos "Catch Me on the Rebound," "Mama Don't, Papa Won't," y "I May Not Be There When You Want Me". El LP incluía la balada "Only You" cantada a dúo con Bunny Sigler, alcanzó el número 11 de las listas de R&B en 1978.
Su siguiente álbum, el autotitulado "Loleatta Holloway" lanzado en septiembre de 1979, incluyó canciones como "All About the Papers," "That's What You Said" y la balada de deep-soul "There Must Be a Reason." En 1979, contribuyó en las voces en "Relight My Fire" de Dan Hartman, quien además escribió y produjo la canción principal de su cuarto álbum lanzado en 1980 y último para Gold Mind, "Love Sensation", uno de sus máximos éxitos, que tiempo después sería sampleada a discreción por artistas de hip hop, house y pop. La canción también le dio el título a su cuarto LP, en la que incluía la canción "Dance What 'Cha Wanna".
En 1984, lanza otro éxito del dance "Crash Goes Love", alcanzó el #5 del Hot Dance, y #86 de las listas de R&B. Poco después de producir una versión de "Sweet Thing" de Rufus & Chaka Khan para Holloway, Floyd Smith fallece en 1984.
A finales de 1980, las voces de "Love Sensation" fueron utilizadas en la canción "Ride on Time" de la agrupación italiana Black Box. Sabido esto, Holloway, mediante sus abogados fueron llevados a juicio por no haber acreditado su voz en la canción en el que condujo a un arreglo judicial no revelado en favor de Holloway, mientras que los Black Box tuvieron que regrabar la canción. En 1991, "Love Sensation" fue sampleada en la canción "Good Vibrations" realizada por Marky Mark & the Funky Bunch, la cual obtuvo la primera posición en el Billboard Hot 100. También sería sampleada en 1992 por otra banda italiana, Cappella en el sencillo "Take Me Away" que alcanzaría el puesto #25 en el Reino Unido. En 1998, el productor de house Cevin Fisher también utilizaría el sample en "(You Got Me) Burning Up".
En ese mismo año, volvería a la grabación con Fire Island, una agrupación formada por Pete Heller y Terry Farley en la canción "Shout To The Top". Aunque su último disco vio la luz en 1981, la cantante continuaba publicando sencillos en esta última década. Tras seis trabajos inéditos, comenzó a lanzar compilaciones, de las cuales la más reciente es "Loleatta Holloway: The Anthology", de 2005. En 2009, la cantante estadounidense Whitney Houston utilizó la instrumentación de "We're Getting Stronger", en la canción "Million Dollar Bill" incluida en su séptimo y último álbum de estudio "I Look to You".
Loleatta fue una mujer con una fuerte personalidad, pero a la vez muy frágil, según ha contado su mánager, Ron Richardson.

## Muerte
Después de una breve enfermedad, el 21 de marzo de 2011, Loleatta Holloway sufre una insuficiencia cardíaca y muere a los 64 años de edad, dando lugar a una ola de tributos y condolencias de todo el mundo de la música. Deja a cuatro hijos y nueve nietos.

## Discografía

### Álbumes
- Loleatta (1973)
- Cry To Me (1975)
- Loleatta (1977)
- Queen of the Night (1978)
- Loleatta Holloway (1979)
- Love Sensation (1980)